# Arturo Velazco
Arturo Velazco (* 18. Dezember 1964 in San Diego, Kalifornien) ist ein ehemaliger amerikanischer (Hallen-)Fußballspieler. Er war Abwehrspieler. Er spielte vier Saisons in der Western Soccer Alliance, fünf in der American Professional Soccer League, drei in der National Professional Soccer League und eine in der Continental Indoor Soccer League.

## Profi-Karriere

### Fußball
Velazco machte seinen Abschluss an der La Jolla High School. 1984 trat er den San Diego Sockers bei, welche in der North American Soccer League spielten. 1986 unterschrieb er einen Vertrag mit den San Diego Nomads (Western Soccer Alliance).  1991 wechselte Velazco zu den Colorado Foxes. Zu Miami Freedom wechselte er bereits 1992.  Am 29. April 1993 unterschrieb er einen Vertrag mit den Los Angeles Salsa.

### Hallenfußball
Am 4. Oktober 1989 begann Velazco seine Hallenfußballkarriere mit den San Diego Sockers in der Major Indoor Soccer League. Im Oktober 1990 wechselte er zu Milwaukee Wave in der National Professional Soccer League (NPSL). Er spielte auch zwei Saisons für die Wichita Wings in der NPSL. 1995 spielte er dann noch für die Mexico Toros in der Continental Indoor Soccer League.

## Nationalmannschaft der USA
Velazco spielte im Juni 1988 zweimal für die Fußballnationalmannschaft der Vereinigten Staaten. Beim ersten Spiel gegen die chilenische Fußballnationalmannschaft trennten sich die Gegner am 1. Juni mit einem 1:1. Zwei Tage später verloren dann die US gegen Chile mit einem 3:1.